# Sergiy Stakhovsky
Sergiy Stakhovsky (Kiev, 6 de Janeiro de 1986) é um tenista profissional ucraniano, Stakhovsky possui 4 títulos em nível ATP, é um precursor do tênis ucraniano após a aposentadoria de Andrei Medvedev.
Em 2010 ganhou dois ATPs 250, o que o levou ao top40 mundial pela primeira vez na carreira. 

## ATP Finais

### Simples: 4 (4–0)
| Legenda                           |
| --------------------------------- |
| Grand Slams (0–0)                 |
| ATP World Tour Finals (0–0)       |
| ATP World Tour Masters 1000 (0-0) |
| ATP World Tour 500 (0–0)          |
| ATP World Tour 250 (4–0)          |

| Títulos por Piso |
| ---------------- |
| Duro (3–0)       |
| Saibro (0–0)     |
| Grama (1–0)      |
| Carpete (0–0)    |

| Títulos por Local |
| ----------------- |
| Outdoors (2–0)    |
| Indoors (2–0)     |

| Resultado | N. | Data             | Torneio                                     | Piso     | Oponente         | Placar                   |
| --------- | -- | ---------------- | ------------------------------------------- | -------- | ---------------- | ------------------------ |
| Campeão   | 1. | Março 1, 2008    | PBZ Zagreb Indoors, Zagreb, Croácia         | Duro (i) | Ivan Ljubičić    | 7–5, 6–4                 |
| Campeão   | 2. | Novembro 1, 2009 | St. Petersburg Open, St. Petersburg, Rússia | Duro (i) | Horacio Zeballos | 2–6, 7–6(10–8), 7–6(9–7) |
| Campeão   | 3. | Junho 19, 2010   | UNICEF Open, 's-Hertogenbosch, Holanda      | Grama    | Janko Tipsarević | 6–3, 6–0                 |
| Campeão   | 4. | Agosto 28, 2010  | Pilot Pen Tennis, New Haven, EUA            | Duro     | Denis Istomin    | 3–6, 6–3, 6–4            |

### Duplas: 3 (3–0)
| Legenda                           |
| --------------------------------- |
| Grand Slams (0–0)                 |
| ATP World Tour Finals (0–0)       |
| ATP World Tour Masters 1000 (0–0) |
| ATP World Tour 500 series (1–0)   |
| ATP World Tour 250 series (2–0)   |

| Títulos por Piso |
| ---------------- |
| Duro (2–0)       |
| Saibro (0–0)     |
| Grama (1–0)      |
| Carpete (0–0)    |

| Títulos por Local |
| ----------------- |
| Outdoors (2–0)    |
| Indoors (1–0)     |

| Resultado | N. | Data               | Torneio                                | Piso     | Parceiro        | Oponentes                     | Placar                |
| --------- | -- | ------------------ | -------------------------------------- | -------- | --------------- | ----------------------------- | --------------------- |
| Campeão   | 1. | Outubro 6, 2008    | Kremlin Cup, Moscou, Rússia            | Duro (i) | Potito Starace  | Stephen Huss Ross Hutchins    | 7–6(7–4), 2–6, [10–6] |
| Campeão   | 2. | Junho 13, 2010     | Gerry Weber Open, Halle, Alemanha      | Grama    | Mikhail Youzhny | Martin Damm Filip Polášek     | 4–6, 7–5, [10–7]      |
| Campeão   | 3. | Fevereiro 26, 2011 | Dubai Tennis Championships, Dubai, EAU | Duro     | Mikhail Youzhny | Jérémy Chardy Feliciano López | 4–6, 6–3, [10–3]      |

## Ligações Externas
- Perfil na ATP